# 黃動胸龜
黃動胸龜（學名：Kinosternon flavescens）為動胸龜屬下的一種龜。發現於墨西哥和美國。

## 繁殖
大部份雌性黃動胸龜都會在水邊築巢，並會在產卵后離去，但是有些黃動胸龜會留下來看護後代。這也是唯一的被觀測到無論何時都可能守在卵旁的龜。雌性黃動胸龜一次可產1至9枚卵。

## 外部連結
維基物種上的相關：黃動胸龜